# Romain Bisseret
 (juin 2014).
Romain Bisseret est un acteur français formé par Catherine Hubeau (de la Comédie-Française) et William Malatrat en France, et les coachs américains Susan Batson (New York, USA), Bernie Hiller (L.A., USA) et Bob McAndrew (New York, USA).
Également auteur et producteur, il partage sa carrière entre le théâtre et le cinéma, travaillant principalement en France, mais aussi aux États-Unis. Par ailleurs, il a entamé depuis 2010 une carrière de coach d'affaires en entreprise. :)

## Filmographie

### Cinéma

#### Acteur
- 2012 : Sens et grandeur du couple[1], de Jean-Claude Duret
- 2009 : Tricheuse, de Jean-François Davy
- 2007 : L.A. and the big I, de lui-même (documentaire)
- 2006 : L'Épave, de Kartik Singh
- 2006 : L'arrangement de Laurence Wozniack
- 2005 : Chute d'Organes, de Kartik Singh
- 2005 : Les Bourreaux, de Louise de Prémonville

### Producteur
- 2009 : Dany, de lui-même
- 2007 : L.A. and the big I, de lui-même (documentaire)
- 2007 : Saving Mom And Dad, de Kartik Singh
- 2006 : Clown Clown Clan, de Jean-Pierre Ybert
- 2006 : L'Épave, de Kartik Singh
- 2005 : Chute d'Organes, de Kartik Singh

### Télévision
- 2012 : Histoires chinoises, de Kong Sheng pour CCTV-1
- 2011 : Nos années françaises (我们的法兰西岁月), de Kang Hong Lei, pour CCTV-1

## Théâtre
- 2010 : Trahisons (Pinter), de Harold Pinter
- 2009 : Trahisons (Pinter), de Harold Pinter
- 2009 : Les maris, les femmes… les amants !, de Georges Feydeau et Eugène Labiche (adaptations)
- 2008 : Correspondances, de George Sand et Alfred de Musset
- 2007 : Antoine et Cléopâtre, de William Shakespeare
- 2007 : Le Dindon, de Georges Feydeau
- 2007 : La Main leste, de Eugène Labiche
- 2006 : Le Premier, d'Israël Horovitz
- 2006 : Chat qui peut, d'Alan Rossett
- 2005 : Créon Consulting, de lui-même
- 2004 : La Dispute, de Marivaux

### Producteur
- 2005 : Créon Consulting, de lui-même

### Auteur
- 2005 : Créon Consulting